# ヴァッレ・サン・ニコラーオ
ヴァッレ・サン・ニコラーオ（伊: Valle San Nicolao）は、イタリア共和国ピエモンテ州ビエッラ県にある、人口約1,000人の基礎自治体（コムーネ）。

## 地理

### 位置・広がり
| 隣接するコムーネは以下の通り。括弧内のVCはヴェルチェッリ県所属を示す。 - ビオーリオ - カマンドーナ - コッサート - ペッティネンゴ - ピアット - ピエディカヴァッロ - クアレーニャ・チェッレート (クアレーニャ) - スコペッロ (VC) - ストローナ - ヴァルデォラーナ (トリヴェーロ、ヴァッレ・モッソ) - ヴァッランツェンゴ |

## 行政

### 分離集落
ヴァッレ・サン・ニコラーオには、以下の分離集落（フラツィオーネ）がある。
Allasa, Bassoleje, Berchelle, Bertina, Bertola, Colongo, Delia, Ferrere, Foscallo, Franzoi, Gallotto, Gaudino, Groppo, Miola, Molino Filippo, Mombello, Murazze, Pizzoglio, Polto Inferiore, Polto Superiore, Strona, Stupenengo